# Franz Bernhard Göldlin von Tiefenau

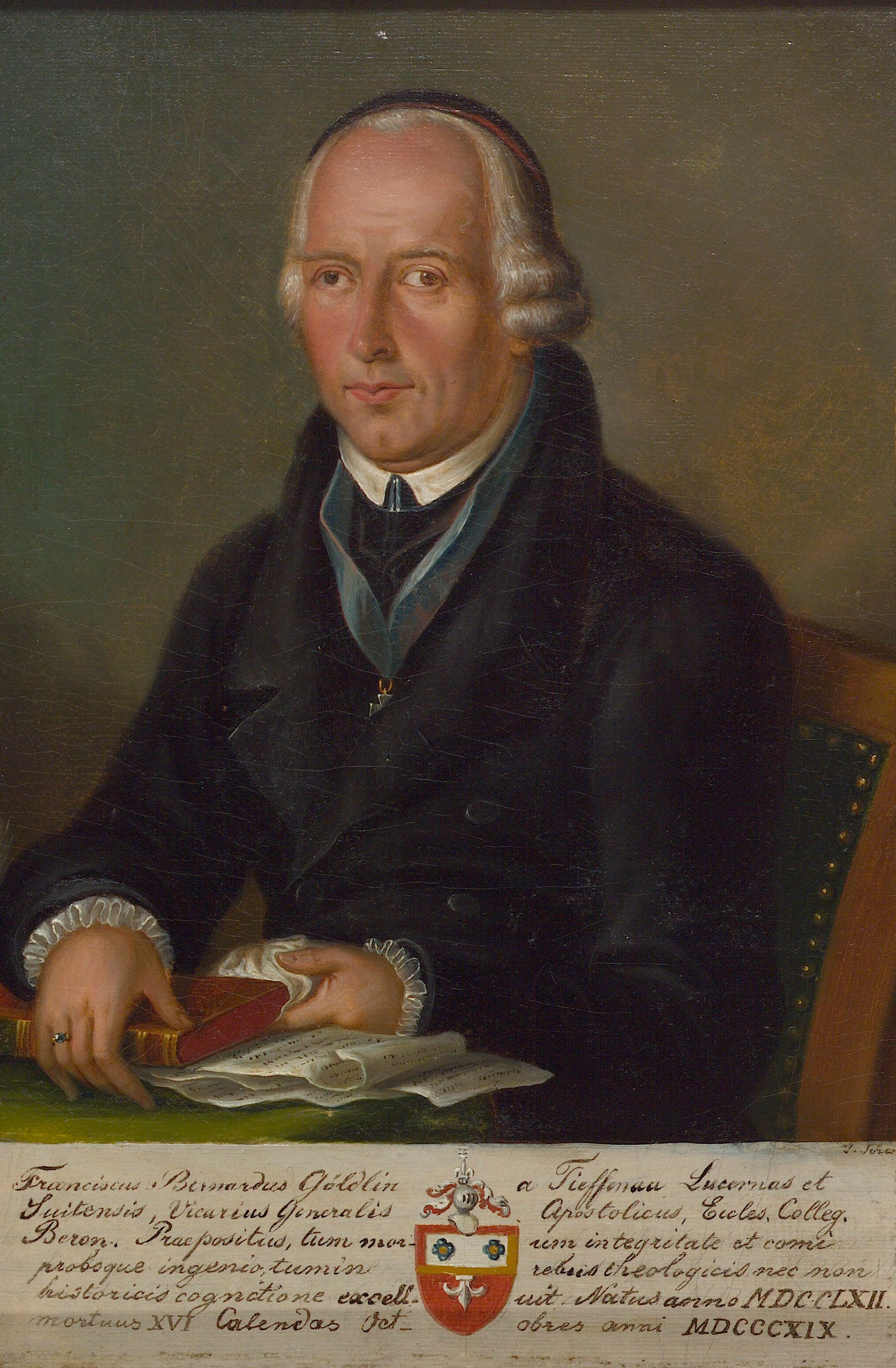
Porträt von Franz Bernhard Göldlin von Tiefenau

Franz Bernhard Göldlin von Tiefenau (* 4. Februar 1762 in Luzern; † 16. September 1819 in Beromünster) war ein Schweizer römisch-katholischer Geistlicher und Historiker aus der Patrizierfamilie Göldlin von Tiefenau.

## Leben
Göldlin von Tiefenau besuchte von 1772 bis 1783 das Luzerner Gymnasium, an dem ehemalige Jesuiten lehrten und studierte Theologie in Luzern und kurzzeitig am Priesterseminar in Meersburg. Seine Priesterweihe erfolgte 1784, anschliessend wurde er Vikar in Wolhusen. Von 1785 bis 1792 wirkte er als Pfarrer in Inwil, bevor er 1792 als Chorherr an das Stift Beromünster kam. Dort wurde ihm 1794 als Sekretär die Verwaltung des Stifts übertragen, das zu dieser Zeit das grösste in Europa war. Allerdings bedurfte es dringender Reformen, da es wirtschaftlich in einem schlechten Zustand war. Göldlin von Tiefenau stiess diese Reformen an und liess die Handschriften der Stiftsbibliothek ordnen. In der Zeit der Helvetik gelang es ihm das Stift zu erhalten und dessen Kirchenschatz zu retten.  
Göldlin von Tiefenau wurde 1803 zum Stiftspropst ernannt. Er widmete sich der Stiftsgeschichte, setzte sich gegen das extreme Staatskirchentum ein und forderte innerlich erlebtes Bibelchristentum. Er entsprach darin Johann Michael Sailer, mit dem er in freundschaftlichem Kontakt stand. Auch gehörte die Erforschung von Klaus von der Flüe und dessen Umfeld zu seinem Tätigkeitsfeld. Als 1814 der Schweizer Teil vom Bistum Konstanz abgetrennt wurde, wurde ihm als apostolischer Vikar die Leitung dieses Kirchengebietes übertragen. Sein Wunsch ein Bistum der Waldstätten mit Sitz in Luzern einzurichten wurde nicht erfüllt. Letztlich wurde das Bistum St. Gallen errichtet, nachdem nach dem Tod Göldlin von Tiefenaus die Schweizer Gebiete vom Bistum Chur aus verwaltet wurden.

## Werke (Auswahl)
- Bemerkungen über des Freiheitsfreundes sichere Kennzeichen des katholischen Priesters und Pfaffen. 1800.
- Geist des sel. Bruders Niklaus von Flüe.
- Versuch einer urkundlichen Geschichte des Drey Waldstätte Bundes. Zürich 1808.
- Konrad Scheuber von Altsellen ein Tochter-Sohn des Seligen Bruder Niklaus von Flüe. 2 Bände. Meyer, Luzern 1812–1813.